# Октябрський (Бісертський міський округ)
Октя́брський (рос. Октябрьский) — селище у складі Бісертського міського округу Свердловської області.
Населення — 15 осіб (2010, 29 у 2002).
Національний склад станом на 2002 рік: росіяни — 62 %.